# پوینا
پولجنا (به صربی: Poljna) یک منطقهٔ مسکونی در صربستان است که در Trstenik واقع شده‌است. پولجنا ۱٬۲۱۴ نفر جمعیت دارد.